# Territorios ocupados de Ucrania por Rusia
El «territorio temporalmente ocupado de Ucrania» (en ucraniano: тимчасово окупована територія України) es un término administrativo en la legislación ucraniana designado para describir las partes del territorio ucraniano ocupadas militarmente por Rusia como consecuencia de la anexión de Crimea, así como también de la guerra del Dombás y la invasión a Ucrania. Los territorios incluidos en este término jurídico incluyen la mayor parte de la península de Crimea, concretamente la República Autónoma de Crimea y la ciudad de Sebastopol, así como también los territorios al este y al sur de las provincias de Donetsk y de Lugansk que, a consecuencia de la guerra en el Dombás, fueron tomadas por grupos de separatistas y tropas regulares sin identificación rusas, que posteriormente formaron los Estados de facto independientes de la República Popular de Donetsk y de la República Popular de Lugansk. Tras el avance de la guerra, además, las tropas rusas han capturado gran parte de los óblast de Jersón y Zaporiyia, y una pequeña parte de los de Járkov y Nicolaiev.
Antes de 2022, Rusia ocupaba 42.000 kilómetros cuadrados de territorio terrestre ucraniano (Crimea y partes de Donetsk y Luhansk), y ocupó 119.000 km² adicionales tras su invasión a gran escala en marzo de 2022, un total de 161.000 km² o casi el 27% del territorio de Ucrania. Para el 11 de noviembre de 2022, el Instituto para el Estudio de la Guerra calculó que las fuerzas ucranianas habían recuperado un área de 74.443 km² de la ocupación rusa, dejando a Rusia con el control de alrededor del 18% del territorio de Ucrania. Para el 20 de mayo de 2024, Rusia controlaba unos 109.000, el 18% de Ucrania.
| Óblast administrativa        | Fecha de la ocupación |
| ---------------------------- | --------------------- |
| República Autónoma de Crimea | 20.02.—18.03.2014     |
| Ciudad de Sebastopol         | 20.02.—18.03.2014     |

## Desarrollo del conflicto

### Ocupación de Crimea
Como consecuencia de los acontecimientos acontecidos en Ucrania a finales de 2013-comienzo 2014 y a la crisis de Crimea, un referéndum local reconocido solo por Rusia, el estatus de la península de Crimea y de la ciudad de Sebastopol está actualmente bajo disputa entre Rusia y Ucrania; mientras Ucrania y la mayoría de la comunidad internacional consideran que Crimea es una república autónoma y Sebastopol es una de sus ciudades con estatus especial, Rusia considera a Crimea como uno de sus sujetos federales y Sebastopol una de sus tres ciudades federales, por lo que el istmo de Perekop pasó a ser una frontera internacional de facto.

#### Estatus de Crimea según Ucrania

Mapa de Ucrania incluyendo Crimea.

Ucrania no reconoció la adhesión de Crimea y Sebastopol a la Federación de Rusia, al igual que la independencia de los territorios que formaron parte de Ucrania entre 1954 y 2014. Según declaró un portavoz del Ministerio de Relaciones Exteriores ucraniano, Kiev consideró que la decisión de adhesión «no tiene relación con la democracia, el derecho y el sentido común». El Gobierno de Ucrania pidió a las Naciones Unidas el 19 de marzo que declare Crimea «zona desmilitarizada» y que obligue a las fuerzas prorrusas a abandonar la zona. También anunció su intención de introducir un régimen de visados con Rusia y de abandonar la Comunidad de Estados Independientes. Al mismo tiempo, el país declaró que no iba a romper sus relaciones diplomáticas con Rusia por los habitantes ucranianos que habitan en territorio ruso.
Debido al reclamo de soberanía ucraniano, los ciudadanos crimeos que obtuvieron el pasaporte ruso tras la adehsión, conservan la nacionalidad ucraniana siempre que conserven el pasaporte ucraniano. También pueden participar en las elecciones presidenciales y legislativas. También se mantienen los derechos de propiedad de Ucrania, de la República Autónoma de Crimea, de la ciudad de Sebastopol, de los municipios y de otros sujetos de derecho público.
La Rada Suprema de Ucrania aprobó el 15 de abril de 2014, con 228 votos a favor de un total de 450, una ley que define como «territorios bajo ocupación temporal» a la República de Crimea y la ciudad de Sebastopol. La normativa indicó que dichos territorios son «parte inalienable» de Ucrania y están sujetos a las leyes ucranianas, pero señala que Rusia debe indemnizar el daño económico de la «anexión» y responder por cualquier violación de derechos humanos que se produzca en la península.
En 2015, las autoridades ucranianas crearon la Fiscalía de la República Autónoma de Crimea con sede en Kiev, como parte de la fiscalía general de Ucrania y para solucionar los litigios de la península «a distancia».
En 2016, la Fiscalía General Ucraniana estimó en más de US$38 000 millones (un billón de grivnas) las pérdidas sufridas por los inmuebles públicos.

### Ocupación de Dombás
El origen directo del conflicto se remonta al inicio de las protestas del Euromaidán en noviembre de 2013, cuando miles de manifestantes salieron a protestar a la plaza de la Independencia de Kiev, debido a la polarización en torno a la negativa del gobierno nacional a firmar el Acuerdo de Asociación entre Ucrania y la Unión Europea. En febrero de 2014, fue destituido el presidente Víktor Yanukóvich, pero en el este del país, región fronteriza con Rusia, numerosos manifestantes tomaron sedes de gobiernos proclamando de facto la independencia de diferentes localidades, lo que causó fuertes enfrentamientos armados entre europeístas, prorrusos y separatistas.
Las protestas prorrusas se intensificaron tras la anexión de Crimea a Rusia a mediados de marzo y el 7 de abril, un grupo de manifestantes proclamó la República Popular de Donetsk (RPD) en un edificio de la administración regional en la ciudad del mismo nombre. El 13 de abril, las autoridades de Kiev pusieron en marcha una operación especial en el este del país con la participación de las Fuerzas Armadas. El 17 del mismo mes, se celebró una reunión en Ginebra, Suiza, entre los jefes de la diplomacia de Ucrania, la Unión Europea, Estados Unidos y Rusia, siendo aprobado un documento con medidas para poner fin al conflicto. También se acordaron revisiones a la Constitución de Ucrania. Sin embargo, esto no fue aceptado por las milicias prorrusas. 
La República Popular de Lugansk (RPL) fue proclamada el 28 de abril. Esta república se unió a la RPD en su lucha contra el gobierno de Ucrania. Así, para el 1 de mayo, hasta 16 ciudades y pueblos del este ucraniano se hallaban parcial o totalmente en manos de los grupos armados prorrusos, al día siguiente de que Ucrania reconociera públicamente que la situación en los oblasts de Donetsk y Lugansk escapaba a su control y las autoridades de Kiev pusieron en marcha una nueva operación especial con la participación de las Fuerzas Armadas en Sloviansk. Ello no impidió que dos días después se llevaran a cabo los referéndums sobre el estatus político de Donetsk y Lugansk, en los que el  de los electores del óblast de Donetsk votó a favor de la independencia de la RPD y el  de los votantes del óblast de Lugansk optó por separarse de Ucrania, porcentajes que coinciden con los pactados en una llamada telefónica filtrada entre los líderes separatistas de dichos óblasts. Ante la consolidación de un frente de combate, tras los sucesivos llamados de alto el fuego, los señores de la guerra ocuparon grandes extensiones de terreno en la zona prorrusa.

### Control de fronteras
Desde el inicio de la guerra en el Donbáss en abril de 2014, Ucrania perdió (según el jefe del Servicio de la Guardia Estatal de Ucrania, Víktor Nazarenko) el control de 409.3 kilómetros de la frontera estatal al sureste de Ucrania. Este tramo ahora está controlado por los estados no reconocidos llamados República Popular de Donetsk y República Popular de Lugansk.
El 1 de enero de 2018, Ucrania introdujo controles biométricos para los rusos que entran en el país. El 22 de marzo del mismo año, el presidente ucraniano Petró Poroshenko firmó un decreto que exigía a los ciudadanos rusos notificar a las autoridades ucranianas con antelación su razón para viajar al país.

## Situación actual
|  | 100 % |

|  | 99 % |

|  | 70 % |

|  | 74 % |

|  | 76 % |

|  | 5 % |